# Regan Gough
Regan Gough (Waipukurau, 6 oktober 1996) is een Nieuw-Zeelands voormalig baan- en wegwielrenner die in 2022 en 2023 reed voor Bolton Equities Black Spoke. Zijn neven Westley en Fraser zijn ook wielrenner.

## Carrière
In 2013 werd Gough als junior nationaal kampioen op de puntenkoers, won hij een zilveren medaille op de scratch en werd hij derde in de individuele achtervolging. Later dat jaar won hij twee medailles op het wereldkampioenschap: zilver bij zowel de ploegenachtervolging als de ploegkoers. Op de Oceanische kampioenschappen op de weg werd hij vierde in zowel de tijdrit als de wegwedstrijd. Een jaar later werd hij nationaal kampioen achtervolging, werd hij tweede op het omnium en derde bij het onderdeel scratch. Tijdens de wereldkampioenschap won hij twee gouden medailles: samen met Luke Mudgway won hij de ploegkoers en zelf won Gough de puntenkoers. Daarnaast werd hij achter Ivo Oliveira tweede in de achtervolging en werd hij derde in de ploegenachtervolging.
In 2015 won Gough zowel de individuele achtervolging als de puntenkoers in Dublin en werd hij achter Michael Northey tweede op het nationale criteriumkampioenschap. Daarnaast won hij de ploegenachtervolging op het wereldkampioenschap. Een jaar later wist hij de overwinning in het nationale criteriumkampioenschap wel op zijn naam te schrijven en werd hij onder meer negende in de zesde etappe van de An Post Rás. Datzelfde jaar nam hij deel aan de ploegenachtervolging op de Olympische Spelen, waarin hij met zijn teamgenoten de strijd om brons verloor van de Denen.
Het seizoen 2017 begon voor Gough met de nationale kampioenschappen op de weg. De tijdrit voor beloften wist hij, met een voorsprong van 20 seconden op James Fouche, te winnen, waarna hij twee dagen later aan de start stond van de wegwedstrijd. In deze wedstrijd, waarin gestreden werd om de titel bij zowel de eliterennes als de beloften, eindigde Gough op de vijfde plaats, waarmee hij de best geklasseerde belofterenner was.

## Baanwielrennen

### Palmares
| Jaar     | N-ZK                                  | OK                                 | WK                                              | Overig                             |
| Junioren | Junioren                              | Junioren                           | Junioren                                        | Junioren                           |
| -------- | ------------------------------------- | ---------------------------------- | ----------------------------------------------- | ---------------------------------- |
| 2013     | puntenkoers · scratch · achtervolging |                                    | ploegenachtervolging ploegkoers                 |                                    |
| 2014     | achtervolging · omnium · scratch      |                                    | puntenkoers ploegkoers · (ploegen)achtervolging |                                    |
| Elite    |                                       |                                    |                                                 |                                    |
| 2015     |                                       |                                    | ploegenachtervolging                            | Dublin: achtervolging, puntenkoers |
| 2016     |                                       | omnium · ploegkoers                |                                                 |                                    |
| 2017     | omnium                                |                                    | ploegenachtervolging                            |                                    |
| 2018     |                                       |                                    |                                                 |                                    |
| 2019     |                                       | puntenkoers · omnium · koppelkoers |                                                 | WB Cambridge: ploegenachtervolging |
| 2020     |                                       |                                    | ploegenachtervolging                            |                                    |

## Wegwielrennen

### Overwinningen
2017
 Nieuw-Zeelands kampioen tijdrijden, Beloften
 Nieuw-Zeelands kampioen op de weg, Beloften
5e etappe An Post Rás

## Ploegen
- 2015 –  Avanti Racing Team
- 2016 –  Avanti IsoWhey Sports
- 2017 –  An Post Chain Reaction
- 2022 –  Bolton Equities Black Spoke Pro Cycling
- 2023 –  Bolton Equities Black Spoke

Aitcheson · Cooper · Crome · Giacoppo · F.Gough · R.Gough · Hamilton · Hucker · Karwowski · Lake · Lane · Mudgway · O'Brien · O'Connor · Shaw · Stevenson · van der Ploeg · Zenovich
Bokeloh · Gardner · Gough · Gunst · Hennebry · Jamieson · Kasperkiewicz · MacKinnon · McKenna · Muela · Scott · Shaw · Stewart · Teggart · Tietema · Vanderaerden
Batt · Bostock · Burnett · Christensen · Currie · Fitzsimons · Fouché · Gate · Gough · Jackson · Jones · Kench · Mudgway · O'Donnell · Oram · Scott · Sexton · Stewart · Townsend · Wright · Gardner (stagiair) · Hornblow (stagiair) · Vercouillie (stagiair)